# 喙頭龍 (海鱷類)
喙頭龍（學名：Rhamphocephalus）意為「有喙嘴的頭部」，是已滅絕海鳄亚目的一屬，生存於侏羅紀中期的英格蘭。目前已發現下頜、翼部的破碎化石，化石發現於英格蘭牛津郡的司東費爾德板岩組（Stonesfield Slate formation）。喙頭龍曾被認為是早期喙嘴翼龍類、晚期翼手龍類之間的過渡物種。在早期歷史裡，許多無法歸類的翼龍類化石，常被歸類到喙頭龍。后续研究发现喙头龙实际是一种海鳄。